# Yu Yang (Eishockeyspieler)
Yu Yang (chinesisch 于洋, Pinyin Yú Yáng; * 9. Januar 1979) ist ein ehemaliger chinesischer Eishockeytorwart, der sowohl für die Mannschaft aus Harbin, als auch für die China Sharks in der Asia League Ice Hockey spielte.

## Karriere
Yu Yang begann seine Karriere als Eishockeyspieler in der Amateurmannschaft aus Harbin, für die er in der Asia League Ice Hockey spielte, und die sich in der Spielzeit 2006/07 Hosa Ice Hockey Team nannte. 2007 schloss sich Hosa mit Changchun Fu'ao aus Qiqihar zu den China Sharks zusammen, für die Yu fortan aktiv war. Nachdem er in der Spielzeit 2008/09 nicht mehr eingesetzt worden war, beendete er seine Karriere.

### International
Sein Debüt in der Chinesischen Nationalmannschaft gab der Yu bei der Weltmeisterschaft 2005 in der Division I, in der er auch 2007 spielte. Nachdem dort jeweils der Klassenerhalt nicht erreicht werden konnte, spielte er 2006, als er mit der besten Fangquote und dem zweitgeringsten Gegentorschnitt nach dem Südkoreaner Son Ho-seung auch zum besten Torhüter des Turniers gewählt wurde, und 2008, als er mit der zweitbesten Fangquote und dem zweitgeringsten Gegentorschnitt (jeweils nach dem Australier Matthew Ezzy) auch zum besten Spieler seiner Mannschaft gewählt wurde, in der Division II.

## Erfolge und Auszeichnungen
- 2006 Aufstieg in die Division I bei der Weltmeisterschaft der Division II, Gruppe B
- 2006 Bester Torhüter und beste Fangquote bei der Weltmeisterschaft der Division II, Gruppe B